# Aloe rivierei
Aloe rivierei é uma espécie de liliopsida do gênero Aloe, pertencente à família Asphodelaceae.